# Europejska Unia Płatnicza
Europejska Unia Płatnicza (EUP) powstała na mocy umowy państw Organizacji Współpracy Gospodarczej w Europie (OEEC) z 19 września 1950.
Jej celem było przywrócenie pełnej wymienialności europejskich walut zgodnie z porozumieniami z konferencji w Bretton Woods. Po drugiej wojnie światowej w związku z sytuacją gospodarczą w Europie, nastąpił powrót do bilateralnych umów handlowych w celu ożywienia międzynarodowej wymiany handlowej. By umożliwić ponowne przejście do multilateralnej wymiany handlowej stworzono system rozliczeń wielostronnych w warunkach ograniczeń dewizowych stosowanych przez uczestników. Mechanizm polegał na tym, że Kraje uczestniczące w Unii (EUP) co miesiąc raportowały dwustronną nadwyżkę lub deficyt handlowy z każdym z uczestników do Bank Rozrachunków Międzynarodowych. Ten następnie raportował do EUP zagregowaną nadwyżkę lub deficyt dla każdego z krajów, przekształcaną odpowiednio w debet bądź kredyt, ponieważ nie było wymogu ich natychmiastowego rozliczenia. Pozwoliło to odzyskać możliwości handlu multilateralnego, co urzeczywistniono doprowadzając ostatecznie do swobody wymiany walut w 1958 (również w tym roku EUP rozwiązano). Mechanizm EUP okazał się na tyle efektywny, że – również dzięki osiągniętemu poziomowi rozwoju gospodarczego – do końca 1958 r. wszystkie kraje członkowskie zniosły ograniczenia w płatnościach bieżących. Organem zarządzającym EUP był Dyrektoriat.